# Christian Tiemann
Christian Tiemann (* 23. Februar 1964) ist ein ehemaliger deutscher Hallen- und Beachvolleyballspieler.

## Karriere Halle
In der Halle spielte Tiemann seit 1978. Von 1982 bis 1991 war er in der Zweiten Bundesliga bei Orplid Darmstadt und bei der TuS Kriftel aktiv. Mit TuS Kriftel schaffte er 1990 den Aufstieg in die 1. Bundesliga.

## Karriere Beach
Tiemann spielte in den 1990er Jahren Beachvolleyball auf nationalen und internationalen Turnieren. Mit Lars-Björn Freier holte er 1992 den ersten Deutschen Meistertitel in Damp.